# Can Butjosa
Can Butjosa és una obra de Montmeló (Vallès Oriental) protegida com a bé cultural d'interès local.

## Descripció
Masia orientada cap al sud de planta basilical, composta de planta, i pis i golfes. La façana conté porta i finestres de pedra d'arc pla. Ha sofert diverses reformes: el 1920 s'hi instal·là un balcó a sobre de la porta principal i en la dècada dels 80 del segle XX es va substituir una porta de la planta baixa per una finestra. Es conserva un rellotge de sol amb la data 1954, moment en què es remodelà. La façana és pintat de color blanc. L'edifici conserva un celler, ja que abans una explotació vitícola.

## Història
El 1699 es feu l'escriptura del que després seria el terreny d'edificació de la casa. Possiblement el 1785 s'acabà la construcció de la casa (datació continguda en una rajola). El 1860 fou comprada per Bartomeu Torres, ancestre dels actuals habitants.